# Telemediengesetz
Das Telemediengesetz (TMG) war ein Bundesgesetz, welches die rechtlichen Rahmenbedingungen für Telemedien in Deutschland  regelte. Es war eine der zentralen Vorschriften des Internetrechts. Das TMG fasste weitestgehend in einem Gesetz zusammen, was zuvor auf drei verschiedene Regelwerke verteilt war. Lediglich einige ergänzende Vorschriften zu inhaltlich geprägten Telemedien wurden statt in das TMG in den Rundfunkstaatsvertrag (RStV) in seiner neunten Änderungsfassung aufgenommen (siehe dort die §§ 54 ff).
Das Telemediengesetz trat am 13. Mai 2024 außer Kraft. Es wurde durch das Digitale-Dienste-Gesetz abgelöst.

## Regelungen
Das TMG enthielt unter anderem Vorschriften
- zum Impressum für Telemediendienste
- zur Bekämpfung von Spam (Verbot einer Verschleierung und Verheimlichung von Absender und Inhalt bei Werbe-E-Mails)
- zur Haftung von Dienstbetreibern für gesetzeswidrige Inhalte in Telemediendiensten
- (zum Datenschutz beim Betrieb von Telemediendiensten und zur Herausgabe von Daten) seit 1. Dezember 2021 im TDDDG geregelt
- zum Providerprivileg

### Telemedien
Telemedien ist ein Rechtsbegriff für elektronische Informations- und Kommunikationsdienste. Der Begriff wurde erstmals im Jugendmedienschutz-Staatsvertrag gebraucht. Zu den im TMG geregelten Telemedien gehören (nahezu) alle Angebote im Internet, beispielsweise Webshops, Online-Auktionshäuser, Suchmaschinen, Webmail-Dienste, Informationsdienste (z. B. zu Wetter, Verkehrshinweisen), Podcasts, Chatrooms, Dating-Communitys und Webportale. Auch private Websites und Blogs gelten als Telemedien. Das Gesetz wird daher umgangssprachlich auch als Internetgesetz bezeichnet.
Internetradio, das im Streaming-Verfahren mehr als 500 parallelen Nutzern angeboten wird, ist seit dem 1. Juni 2009 nach dem Rundfunkstaatsvertrag als Rundfunk anzeigepflichtig; die Anzeige ist an die zuständige Landesmedienanstalt zu richten. Die frühere Genehmigungspflicht ist durch den 12. Rundfunkänderungsstaatsvertrag (RÄStV) abgeschafft worden.
Bislang noch keine Telemedien im Sinne des TMG sind gemäß § 1 Absatz 1 das Internetfernsehen oder die bloße Internet-Telefonie (Telekommunikation).

### Historie und Neuheiten im TMG
Das TMG wurde mit Artikel 1 des Elektronischer-Geschäftsverkehr-Vereinheitlichungsgesetz (ElGVG) verkündet. Es löste das Teledienstegesetz (TDG), das Teledienstedatenschutzgesetz (TDDSG) sowie weitestgehend auch den Mediendienste-Staatsvertrag (MDStV) ab, die alle gleichzeitig mit dem Inkrafttreten des TMG außer Kraft traten.
Inhaltlich sind die bis dahin geltenden Vorschriften weitgehend unverändert geblieben. Mit Zusammenfassung der drei Regelwerke entfiel aber vor allem die im Detail umstrittene Abgrenzung von Medien- und Telediensten. Neu ist nunmehr eine Vorschrift zu Spam-Mails (§ 6 Abs. 2 TMG), nach der Werbe-E-Mails schon vor dem Öffnen als solche erkennbar sein müssen; bei Verstoß droht ein Bußgeld (§ 16 Abs. 1 TMG). Eingeschränkt wurde die Pflicht zum Website-Impressum, das für private Homepages nun in vielen Fällen nicht mehr erforderlich ist. Erweitert wurden dagegen die Anknüpfungspunkte, bei denen von Telemediendienst-Betreibern die Herausgabe bestimmter Nutzerdaten verlangt werden kann; es kann nun auch bei bestimmten rein privatrechtlichen Auseinandersetzungen Auskunft gefordert werden. Die Vorschriften zur Haftung im Internet (einschließlich Linkhaftung) wurden im Hinblick auf die für Ende 2007 erwartete Veröffentlichung von Ergebnissen einer entsprechenden Untersuchung der EU-Kommission (noch) nicht geändert.
Parallel zu den Datenschutzregelungen des TMG gelten für Telekommunikationsdienste weiterhin auch die des Telekommunikationsgesetzes. Internetangebote, die sowohl Telemedien als auch Telekommunikationsdienstleistungen beinhalten, unterliegen sowohl den Regeln des Telemedien- als auch denen des Telekommunikationsgesetzes.
2006 war besonders der § 14 umstritten, der eine Klausel enthält, wonach der Diensteanbieter „auf Anordnung der zuständigen Stellen im Einzelfall Auskunft über Bestandsdaten“ wie Name, Anschrift oder persönliche Nutzerkennungen erteilen darf. Voraussetzung soll sein, dass dies „für Zwecke der Strafverfolgung, zur Erfüllung der gesetzlichen Aufgaben der Verfassungsschutzbehörden des Bundes und der Länder, des Bundesnachrichtendienstes oder des Militärischen Abschirmdienstes oder zur Durchsetzung der Rechte am geistigen Eigentum erforderlich ist.“ Kritiker empörten sich darüber, dass im letzten Halbsatz Belange der Musik- und Filmindustrie mit denen der Geheimdienste wie dem MAD oder BND auf eine Stufe gestellt würden.
Gemäß § 14 Abs. 3–5 TMG in der Fassung des Netzwerkdurchsetzungsgesetzes vom 1. September 2017 darf der Diensteanbieter im Einzelfall Auskunft über bei ihm vorhandene Bestandsdaten erteilen, soweit dies zur Durchsetzung zivilrechtlicher Ansprüche wegen der Verletzung absolut geschützter Rechte aufgrund rechtswidriger Inhalte, die von § 1 Abs. 3 des NetzwerkDG erfasst werden, erforderlich ist.
Das Telemediengesetz wurde durch Art. 3 des „Gesetzes zur Regelung des Datenschutzes und des Schutzes der Privatsphäre in der Telekommunikation und bei Telemedien“ vom 23. Juni 2021 wesentlich verändert mit Wirkung ab 1. Dezember 2021. Insbesondere ist die Materie der §§ 11 bis 15d TMG (a.F.) nun im neuen TTDSG geregelt und daher hier weggefallen. Seit dem 13. Mai 2024 heißt das TTDSG nun TDDDG, bzw. "Telekommunikation-Digitale-Dienste-Datenschutz-Gesetz" um das deutsche Recht an den europäischen Digital Services Act (DSA) anzupassen.

## Gesetzgebungsverfahren
Im April 2005 gelangte ein erster Entwurf der ministerialen Arbeitsebene für das geplante Telemediengesetz an die Öffentlichkeit. Der Gesetzentwurf versuchte, den Diensteanbietern die notwendigen Freiräume zu schaffen, um nutzerfreundliche und sichere Dienste anbieten zu können. Einige der geplanten Änderungen führten aber zu Kritik wegen einer befürchteten Aufweichung des Datenschutzes der Internetnutzer.
Im November 2005 wurde der Referentenentwurf des geplanten Telemediengesetzes vorgestellt. Gerade in den kritisierten Änderungsvorschlägen wurde der Entwurf hierin weitgehend auf die bisher schon geltende Rechtslage zurückgeführt.
Am 14. Juni 2006 einigte sich die deutsche Bundesregierung auf einen endgültigen Gesetzentwurf. Dieser Entwurf wurde als Artikel 1 des Gesetzes zur Vereinheitlichung von Vorschriften über bestimmte elektronische Informations- und Kommunikationsdienste (Elektronischer-Geschäftsverkehr-Vereinheitlichungsgesetz – ElGVG) von der Bundesregierung unter dem 11. August 2006 in den Bundesrat unter BR-Drucksache 556/06 eingebracht. Der Bundesrat hat am 22. September 2006 mit geringen Änderungsvorschlägen und einer Prüfungsbitte zugestimmt.
Am 18. Januar 2007 verabschiedete der Deutsche Bundestag das Telemediengesetz endgültig. Die beschlossene Gesetzesfassung basiert auf den ursprünglichen Gesetzesentwürfen der Bundesregierung, berücksichtigt wurde in letzter Minute eine Veränderung durch den Wirtschaftsausschuss des Deutschen Bundestages.
Das Telemediengesetz trat gemeinsam mit dem Neunten Rundfunkänderungsstaatsvertrag der Länder am 1. März 2007 in Kraft.

## Kritik
Kritisiert wurde am Telemediengesetz, dass es durch schwammige Formulierungen dafür sorge, dass Betreiber von Webseiten verklagt werden könnten, wenn sie für Besucher die Möglichkeit gäben, selbst Text ins Netz zu stellen (zum Beispiel durch das Posten von Kommentaren), sodass diese gegen geltendes Recht verstießen; so wurde von manchen Gerichten letztlich gefordert, dass alle Kommentare von Benutzern vor der Veröffentlichung zu kontrollieren seien, was vor allem für größere Seiten faktisch unmöglich ist, wodurch es sämtliche Online-Gemeinschaften in Frage stelle.